# Лайткойн
Лайткойн (изписва се още LTC и Ł) е криптовалута, платежна система с отворен код, основана на принципа P2P. Лайткойн функционира по подобие на биткойн.

## История
Криптовалутата лайткойн е пусната за първи път на 7 октомври 2011 в GitHub от Чарлз Лий, който е бил служител в компанията Google. Новата платежна система влиза в употреба няколко дни по-късно – на 13 октомври.
През ноември 2013 общата стойност на лайткойн претърпява чудовищен ръст, пазарната капитализация достига 1 милиард долара.
През май 2017 година в софтуера на Litecoin е активирана поддръжка на SegWit. През септември 2017 година са проведени първите атомарни трансакции. За 4 дни са проведени трансакции между Litecoin и Decred, Litecoin и Vertcoin, Litecoin и Bitcoin.
Криптовалутата става все по-полулярна и става една от най-използваните. През август 2021 година капитализацията на Litecoin достига 12,2 милиарда долара.

## Сравнение между биткойн и лайткойн
Лайткойн е проектирана така, че да произвежда 4 пъти повече блокове от биткойн – 1 блок се произвежда на всеки 2,5 минути, при биткойн това става на всеки 10 минути. Обаче, тъй като лайткойн използва Scrypt алгоритъма, за разлика от SHA-256 при биткойн, добиването на лайткойн изисква повече процесорна мощ.